# Mont Richardson (Québec)
Pour les articles homonymes, voir Richardson.
Le mont Richardson est une montagne située dans le parc national de la Gaspésie, dans le territoire non organisé de Mont-Albert, dans la municipalité régionale de comté (MRC) de La Haute-Gaspésie, dans la région administrative de Gaspésie–Îles-de-la-Madeleine, au Québec, Canada. Son altitude est de 1 180 m.

## Toponymie
Le nom du mont commémore le géologue James Richardson (1810-1883), qui explora la péninsule de la Gaspésie en 1858 pour le compte de la Commission géologique du Canada. Il a enrichi la collection de spécimens de minéraux et introduit la photographie au service de l'exploration géologique. Le nom est apparu sur une carte géologique en 1925.

## Géographie
Il fait partie de la chaîne des McGerrigle avec les monts Xalibu et Jacques-Cartier. 
La toundra alpine domine son sommet de forme cônique offrant un point de vue à 360 degrés.